# Cantonul Orléans-Bourgogne
Cantonul Orléans-Bourgogne este un canton din arondismentul Orléans, departamentul Loiret, regiunea Centru, Franța.